# کاگید
کاگید یا کاگیاد یک جشنواره بودایی است که در بخش‌هایی از شمال هند، به‌ویژه سیکیم برگزار می‌شود. رقص کاگید در روزهای ۲۸ و ۲۹ از دهمین ماه تقویم تبتی که معمولاً در اوایل دسامبر است اجرا می‌شود.
سالانه این جشنواره توسط راهبانشش روز قبل از سال جدید برگزار می شود. این جشنواره با پانگ لابسول مرتبط است که نه تنها در کاخ تسوکلاخانگ بلکه در بیشتر صومعه‌های سیکیم برگزار می‌شود.
اگرچه این رقص ماهیتی بسیار جدی دارد، اما در این بین شوخی‌هایی اجرا می‌کنند تا آرامه خنده‌دار را ارائه دهند.